# Li Jun Li
Pour les articles homonymes, voir Li.
Li Jun Li, née à Shanghai, en Chine, est une actrice américaine.
Elle est connue pour des rôles dans plusieurs séries télévisées dont Quantico, L'Exorciste et Wu Assassins.

## Biographie
Li Jun Li est née à Shanghai, en Chine.
À l'âge de six ans, elle quitte la Chine avec son père qui doit s'installer à Bogota en Colombie pour son travail. Elle y apprend à parler l'espagnol, avant de déménager à nouveau, mais cette fois pour New York, États-Unis.
Elle est diplômée de la Fiorello H. LaGuardia High School.
En 2008, elle joue au Lincoln Center dans la comédie musicale South Pacific.
À la télévision, après des apparitions dans des épisodes isolés, elle décroche des rôles récurrents dans les séries Damages en 2011, Quantico et Chicago Police Department en 2016, L'Exorciste en 2017, Why Women Kill et Wu Assassins en 2019.
Au cinéma, Li Jun Li joue notamment en 2013 dans le Casse-tête chinois de Cédric Klapisch, en 2014 dans le court métrage Mistress  pour lequel elle remporte un prix d'interprétation au Asians On Film Festival et en 2020 dans Amoureux pour toujours, une nouvelle adaptation du roman Persuasion de Jane Austen, dans laquelle Alicia Witt tient le rôle principal.
En 2020, elle apparait dans la série Devils.
En 2023, elle joue dans Babylon de Damien Chazelle.

## Filmographie

### Cinéma

#### Longs métrages
- 2013 : Casse-tête chinois de Cédric Klapisch : Nancy
- 2014 : The Humbling de Barry Levinson : Tracy
- 2014 : Song One (en) de Kate Barker-Froyland : Une journaliste
- 2015 : Ricki and the Flash de Jonathan Demme : L'esthéticienne
- 2015 : Front Cover (en) de Ray Yeung : Miao
- 2020 : Amoureux pour toujours (Modern Persuasion) de Alex Appel et Jonathan Lisecki (en) : Rebecca Duvalier
- 2021 : Construction de Malcolm Goodwin : Theresa
- 2022 : Babylon de Damien Chazelle : Lady Fay Zu
- 2025 : Sinners de Ryan Coogler : Grace Chow

#### Court métrage
- 2014 : Mistress : Claire

### Télévision

#### Séries télévisées
- 2010 : Blue Bloods : Nicka
- 2010 : Live from Lincoln Center (en) : Liat
- 2011 : Body of Proof : Mira Ling
- 2011 : New York, section criminelle (Law and Order : Criminal Intent) : Yasmin
- 2011 : How to Make It in America : Jin Suk
- 2011 : On ne vit qu'une fois (One Life to Live) : L'employée à la chapelle
- 2011 - 2012 : Damages : Maggie Huang
- 2012 : Smash : Une employée du magasin
- 2013 : Following : Meghan Leeds
- 2013 : Hostages : Une femme séduisante
- 2014 : Unforgettable : Natalie Lee
- 2015 : Minority Report : Akeela
- 2015 : One Bad Choice : Lisette Lee
- 2015 - 2016 : Billy and Billie : Denise
- 2015 - 2016 : Chicago Police Department (Chicago P.D) : Julie Tay / Anna Tse
- 2016 : Chicago Fire : Julie Tay
- 2016 - 2017 : Quantico : Iris Chang
- 2017 : Blindspot : Dr Karen Sun
- 2017 : L'Exorciste : Rose Cooper
- 2018 : Gone : Agent Dana Parker
- 2019 : Wu Assassins : Jenny Wah
- 2019 : Why Women Kill : Amy Grove
- 2019 - 2022 : Evil : Grace Ling
- 2021 - 2022 : Sex/Life : Francesca
- 2022 : Devils : Wu Zhi

#### Téléfilms
- 2012 : Americana de Phillip Noyce : Eloise Russell
- 2012 : Freestyle Love Supreme de Ryan McFaul : Danielle
- 2013 : Hatfields and McCoys de Michael Mayer (en) : Cara Quo
- 2015 : For Real (en) de Jeremy Merrifield : Adriana